# Môn Đầu Câu
Môn Đầu Câu (giản thể: 门头沟区; phồn thể: 門頭溝區; bính âm: Méntóugōu Qū) Hán Việt: Môn Đầu Câu khu là một quận cận nội thành của thủ đô Bắc Kinh, Trung Quốc. Quận Phong Đài có diện tích 1331,3  km², dân số theo điều tra năm 2000 là 267.000 người và mật độ dân số là 201 người/ km². Quận này nằm ở phía tây bắc Kinh tại Bắc Kinh Tây Sơn và có địa hình núi đồi, có 93% diện tích là đồi núi. Môn Đầu Câu có nhiều tài nguyên thiên nhiên như than đá, đá vôi và đá granit. Quận này được chia ra làm 17 trấn.